# USS Des Moines (CA-134)
El USS Des Moines (CA-134) fue un crucero pesado de la Armada de los Estados Unidos que estuvo en servicio de 1948 a 1961. Fue el primero de la clase Des Moines, integrada por los USS Salem, USS Dallas y USS Newport News.
El USS Des Moines (CA-134) fue el buque líder de la clase de cruceros pesados de la Armada de los Estados Unidos. Fue el primer barco de la Armada de los Estados Unidos en contar con el cañón de carga automática Mark 16 de 8 pulgadas / calibre 55, el primero de su tipo en el mundo. Fue el segundo buque de la Armada de los Estados Unidos en ser comisionado con el nombre de la capital de Iowa. Botado en 1946, fue comisionado en 1948. Vio el deber en todo el mundo hasta su desmantelamiento en 1961. Esta fue permanentemente inactiva. Se realizó una encuesta en 1981 para determinar si era digno de la reactivación para la Armada de 600 barcos, pero el costo era demasiado grande, por lo que permaneció en la reserva. Fue eliminado de la reserva naval en 1993, lo que fue seguido por una campaña para convertirlo en un barco museo. La campaña fracasó, y en 2005 fue vendido para desguace, y fue desguazado el 7 de julio. Partes del barco han sido donadas a varios lugares para su exhibición, incluso en el museo USS Salem (CA-139), que es el único barco de la clase Des Moines que evita el desguace.

## Construcción y características
Fue construido por Bethlehem Steel en Quincy (Massachusetts). Fue colocada la quilla en 1945. Fue botado el casco en 1946 y asignado en 1948. Fue el segundo buque en llevar el nombre Des Moines, capital del estado de Iowa.
El USS Des Moines fue botado el 27 de septiembre de 1946 por Bethlehem Steel Company, Fore River Shipyard, Quincy, Massachusetts; patrocinado por la Sra. E. T. Meredith, Jr.; y comisionado el 16 de noviembre de 1948. Se convirtió en la primera de su clase en montar las torretas semiautomáticas Mark 16 de 8 pulgadas[1] y llevar los nuevos helicópteros utilitarios Sikorsky HO3S-1 en lugar de hidroaviones. Fue nombrada en honor a la capital del estado de Iowa.
En un variado programa operativo diseñado para mantener la preparación de la Marina para satisfacer las constantes demandas de defensa y política exterior,  el USS Des Moines navegó desde su puerto base en Newport, Rhode Island y después de 1950, desde Norfolk, Virginia en ejercicios de todo tipo en el Caribe, a lo largo de la costa este, en el Mar Mediterráneo.  y en aguas del Atlántico Norte. Anualmente entre 1949 y 1957 se desplegó en el Mediterráneo, durante los primeros siete años sirviendo como buque insignia de la 6ª Flota de Tareas (conocida como la 6ª Flota desde 1950). En 1952, y cada año desde 1954 hasta 1957, llevó guardiamarinas para cruceros de entrenamiento de verano, cruzando a puertos del norte de Europa en los primeros cuatro cruceros. También navegó al norte de Europa en ejercicios de la OTAN en 1952, 1953 y 1955. El 18 de febrero de 1958, despejó el Norfolk para el Mediterráneo una vez más, esta vez para permanecer como buque insignia de la 6ª Flota hasta julio de 1961, cuando fue puesto fuera de servicio en reserva.
A través de sus servicios en el Mediterráneo, Des Moines contribuyó significativamente al éxito de la 6ª Flota al representar el poder y los intereses estadounidenses en los países del sur de Europa, África del Norte y el Cercano Oriente. Hizo esta contribución a través de actividades tales como su participación en ejercicios mediterráneos de la OTAN; su escala a Rijeka, Yugoslavia, rara vez visitada, en diciembre de 1950 y Dubrovnik, Yugoslavia, en mayo de 1960, y a muchos otros puertos como una característica regular de su agenda; su crucero en el Atlántico oriental durante la Crisis de Suez de 1956; y servicio en patrulla y como centro de control para las fuerzas estadounidenses en la crisis del Líbano de 1958.
Las imágenes de su crucero con otros barcos de la 6ª Flota de los Estados Unidos se utilizaron en la introducción y conclusión de la película John Paul Jones, protagonizada por Robert Stack (Warner Brothers 1959).

### Características
Crucero de 17 000 t de desplazamiento, 218 m de eslora, 23 m de manga y 7 m de calado; con propulsión de 4× turbinas de vapor con 100 000 shp (velocidad 33 nudos); y armamento de 9× cañones de 203 mm, 12× cañones de 127 mm, 24× cañones de 76 mm y 24× cañones de 20 mm.

## Historia de servicio
El USS Des Moines fue la nave insignia de la 6.ª Flota de 1949 a 1957 y desplegó regularmente al mar Mediterráneo. El buque estuvo en despliegue permanentemente frente a las distintas guerras y crisis a lo largo del mundo. Pasó a la reserva en 1961. Fue posteriormente vendido y desguazado.